# Marcel Bornand
Pour les articles homonymes, voir Bornand.
Marcel Bornand, né à Sainte-Croix le 5 avril 1886 et mort le 3 février 1973 à Prilly, est un enseignant et chimiste vaudois.

## Biographie
Marcel Bornand obtient une licence en chimie en 1908 et un doctorat en sciences et chimie à Lausanne en 1909. Il travaille au laboratoire cantonal pour le contrôle des denrées alimentaires à Lausanne (1909-1912), il est adjoint du chimiste cantonal vaudois (1919-1938) puis chimiste cantonal vaudois de 1938 à 1948.
Nommé privat-docent à la Faculté de médecine de 1917 à 1940, puis chargé de cours de substances alimentaires à la Faculté des sciences (1932-1940), Marcel Bornand est nommé professeur extraordinaire d'analyse des denrées, hygiène et bactériologie (1940-1956) à l'Université de Lausanne. Il dirige également le Laboratoire d'analyse chimique et bactériologique des denrées et boissons ainsi que le laboratoire de bactériologie pour étudiants en pharmacie et chimistes.
Membre de la Société d'étudiants Stella de 1906 à 1909, Marcel Bornand fait partie de la Société vaudoise des sciences naturelles, de la Société des sciences naturelles du Valais et de la Société suisse de chimie analytique.
Marcel Bornand est également un collaborateur régulier au Bulletin romand de la Ligue suisse pour la protection de la nature.

## Sources
- « Marcel Bornand », sur la base de données des personnalités vaudoises sur la plateforme « Patrinum » de la Bibliothèque cantonale et universitaire de Lausanne.
- Olivier Robert, Francesco Panese, Dictionnaire des professeurs de l'Université de Lausanne dès 1890, Lausanne, 2000, p. 139